# ホールジー・ストリート駅 (BMTジャマイカ線)
ホールジー・ストリート駅（Halsey Street）はブルックリン区ベッドフォード＝スタイベサントとブッシュウィックの境にあたるホールジー・ストリートとブロードウェイの交差点にあるニューヨーク市地下鉄BMTジャマイカ線の駅である。終日J系統が停車し、ラッシュ時・混雑方向に運行されるZ系統は当駅を通過する。

## 駅構造
| P ホーム階 | 相対式ホーム、右側のドアが開く | 相対式ホーム、右側のドアが開く |
| P ホーム階 | 南行緩行線                     | ← ブロード・ストリート駅行き（朝ラッシュ：コシチュシコ・ストリート駅、その他時間帯：ゲイツ・アベニュー駅） ← 通過                                    |
| P ホーム階 | 混雑方向急行線                 | → 定期列車なし |
| P ホーム階 | 北行緩行線                     | → ジャマイカ・センター-パーソンズ/アーチャー駅行き（夕ラッシュ：ブロードウェイ・ジャンクション駅、その他時間帯：チャウンシー・ストリート駅）→ 通過 → |
| P ホーム階 | 相対式ホーム、右側のドアが開く | |
| M          | 改札階                         | 改札口、駅員詰所、メトロカード自動券売機 |
| G          | 地上階                         | 出入口 |

ホールジー・ストリート駅は1885年8月19日に開業した相対式ホーム2面3線の高架駅である。中央の急行線は通常運行では使われていない。ホームにはベージュの防風壁が設けられ、緑に塗られた支柱の上に赤い屋根がほぼホーム全長に掛けられている。ホーム両端側には屋根がなく、代わりに背の高い網フェンスが設けられている。駅名標は黒地に白のヘルベチカ体でレタリングが施されている。
SOL'SAX作の "SOL'SCRYPT " という作品が2008年から展示されている。これはアフリカ系アメリカ人の遺産を描いたガラスモザイクのパネルで、ホームの防風壁や駅舎内に飾られている。

### 出入口
出入口はホールジー・ストリートとブロードウェイの交差点南西・北西に1か所ずつ存在し、どちらも階段である。